# HP Sauce

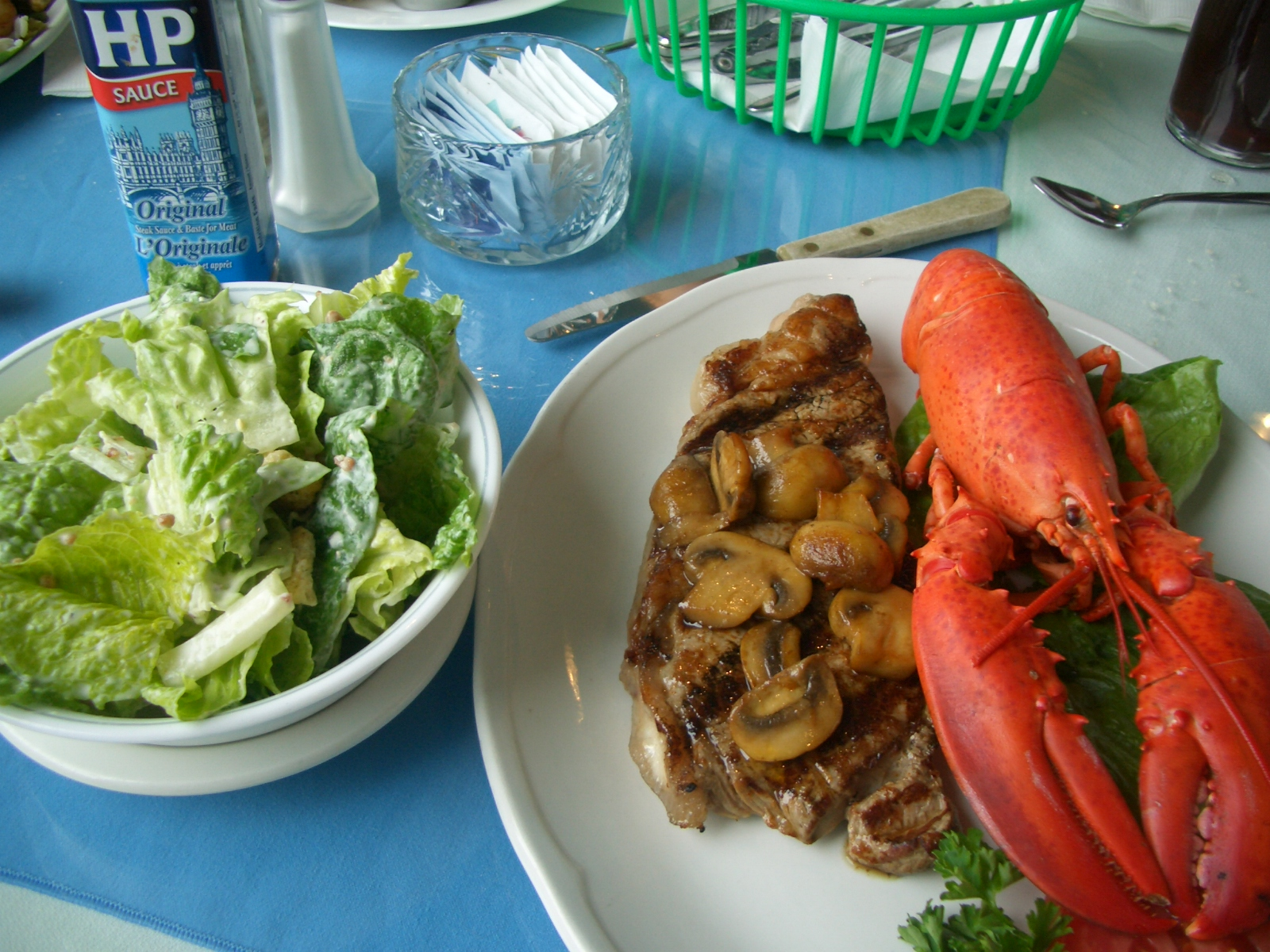
Måltid med HP Sauce.

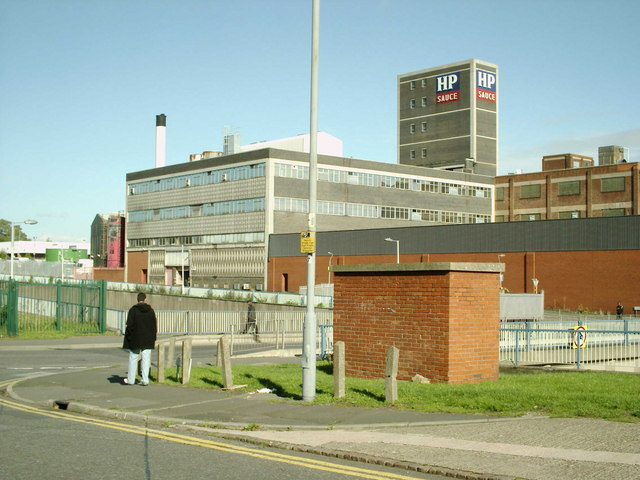
HP Sauce-fabriken, 2006.

HP Sauce, "HP-sås", är en kryddstark sås med karakteristisk söt röksmak, som köps på flaska.

## Allmänt
HP-sås är en engelsk "brown sauce" ursprungligen framtagen och tillverkad i Birmingham i England enligt ett hemligt recept där det ingår starka kryddor, orientaliska frukter och sötsur maltvinäger. Den är lämplig till klassisk biffstek, grillat kött eller som smaksättning av dippsåser. I Sverige används den ofta till pytt i panna. I ursprungslandet är den också en viktig del av en Full English Breakfast. 
Under 2000-talet har man utvecklat varumärket genom att låta flera grillsåser säljas under varumärket HP med smaksättningar som  curry, chili, spicy och classic. Numera finns kryddsåsen i en mildare variant, HP Fruity. HP-sås finns också i plastflaska som komplement till den klassiska i glas. 

## Historik
HP-sås började marknadsföras i England 1903. Initialerna HP är enligt nuvarande officiella förklaring tagna efter parlamentsbyggnaden Houses of Parliament i London.
En grönsakshandlare som hette F.G. Garton från Nottingham hörde att restaurangen i Houses of Parliament serverade en god kryddig sås. HP-såsens recept såldes dock vidare till Edwin Samson Moore för 150 pund.
I juni 2005 skaffade Heinz rättigheterna till varumärket genom att köpa företaget HP Foods från den dåvarande ägaren, franska Danone; affären hänvisades till den brittiska konkurrensmyndigheten i oktober samma år, men godkändes av konkurrensmyndigheten i april 2006. HP Foods affärsområde såldes till Heinz för 855 miljoner dollar. Kärnområdet smaktillsatser och såser med märken som Heinz ketchup och HP sås finns numera alltså i samma ägares hand. 
I maj 2006 offentliggjorde Heinz planer att flytta produktionen av HP Sauce från Aston i Birmingham i England till företagets europeiska såsfabrik i Elst i Nederländerna, ironiskt nog bara några veckor efter att HP lanserade en reklamkampanj för att "Save the Proper British Cafe" ("Rädda det äkta brittiska kaféet"). Tillkännagivandet ledde till uppmaningar om bojkott mot alla Heinz-produkter i Storbritannien och har också kommit att debatteras i parlamentet. Trots det bekräftades flyttplanerna den 23 augusti 2006 och fabriken i Aston stängdes enligt planerna den 16 mars 2007.
I England kallades såsen på 1960- och 1970-talet för "Wilson's Gravy" (Wilsons sås), efter den brittiska labour-premiärministern Harold Wilson. Smeknamnet kom sig av att Wilsons fru Mary Wilson i en intervju med Sunday Times hade sagt: "If Harold has a fault, it is that he will drown everything with HP Sauce" ("Om Harold har någon brist, så är det att han dränker allt i HP Sauce").